# Katarzyna Bartel
Katarzyna Bartel, również jako Katarzyna Bartel-Saucedo – polska kostiumograf filmowa.
Dwukrotna laureatka Nagród za kostiumy na Festiwalu Polskich Filmów Fabularnych: w 2003 za kostiumy do filmu Zmruż oczy (wspólnie z Aleksandrą Staszko) oraz w 2006 za kostiumy do filmu Chaos (wspólnie z Anną Englert).